# Vierdaagse natuurijs (marathonschaatsen) 2023/2024
De KNSB Cup Grand Prix (marathonschaatsen) 2023/2024 is het terugkerende klassement, mits er twee schaatsmarathons op natuurijs zijn verreden, over de gehouden Natuurijs vierdaagse wedstrijden op natuurijs.  
Hieronder is een overzicht van de winnaars van de Grand Prix cup's en een overzicht van het eindklassement.

## Podia
| Divisie | Eerste             | Tweede            | Derde            |
| ------- | ------------------ | ----------------- | ---------------- |
| Mannen  | Harm Visser        | Christian Haasjes | Niels Overvoorde |
| Vrouwen | Marijke Groenewoud | Lianne van Loon   | Esther Kiel      |

## Vierdaagse natuurijs wedstrijden
| Datum      | Plaats      | Onderdeel                           | Winaars        | Winaars            |
| Datum      | Plaats      | Onderdeel                           | Mannen         | Vrouwen            |
| ---------- | ----------- | ----------------------------------- | -------------- | ------------------ |
| 9 januari  | Winterswijk | Eerste schaatsmarathon op natuurijs | Harm Visser    | Marijke Groenewoud |
| 10 januari | Noordlaren  | Tweede schaatsmarathon op natuurijs | Evert Hoolwerf | Marijke Groenewoud |

## Eindklassementen
Mannen
| Algemene stand | Algemene stand     | Algemene stand | Algemene stand                  | Algemene stand | Algemene stand | Algemene stand |
| Nr.            | Naam               | Nationaliteit  | Ploeg                           | Punten         | Punten         | Punten         |
| Nr.            | Naam               | Nationaliteit  | Ploeg                           | #1             | #2             | Totaal         |
| -------------- | ------------------ | -------------- | ------------------------------- | -------------- | -------------- | -------------- |
| 1              | Harm Visser        | Nederland      | Jumbo-Visma                     | 30,1           | 23             | 53,1           |
| 2              | Christian Haasjes  | Nederland      | Bouwselect / De Haan Westerhoff | 26             | 22             | 48             |
| 3              | Niels Overvoorde   | Nederland      | Sportchaletviehhofen.at         | 20             | 18             | 38             |
| 4              | Luc ter Haar       | Nederland      | Bouwselect / De Haan Westerhoff | 22             | 16             | 38             |
| 5              | Lars Woelders      | Nederland      | OKAY/Interfarms                 | 21             | 15             | 36             |
| 6              | Evert Hoolwerf     | Nederland      | Team Reggeborgh                 | 2              | 30,1           | 32,1           |
| 7              | Homme Jan de Groot | Nederland      | Bouwselect / De Haan Westerhoff | 11             | 20             | 31             |
| 8              | Peter Michael      | Nieuw-Zeeland  | A6.nl-KMC                       | 23             | 6              | 29             |
| 9              | Jordy Harink       | Nederland      | Royal A-ware                    |                | 26             | 26             |
| 10             | Daan Gelling       | Nederland      | Royal A-ware                    |                | 21             | 21             |

Vrouwen
| Algemene stand | Algemene stand       | Algemene stand | Algemene stand                      | Algemene stand | Algemene stand | Algemene stand |
| Nr.            | Naam                 | Nationaliteit  | Ploeg                               | Punten         | Punten         | Punten         |
| Nr.            | Naam                 | Nationaliteit  | Ploeg                               | #1             | #2             | Totaal         |
| -------------- | -------------------- | -------------- | ----------------------------------- | -------------- | -------------- | -------------- |
| 1              | Marijke Groenewoud   | Nederland      | Team Albert Heijn Zaanlander        | 25,1           | 30,1           | 55,2           |
| 2              | Lianne van Loon      | Nederland      | KNSB Inline Selectie                | 18             | 26             | 44             |
| 3              | Esther Kiel          | Nederland      | BDM / BTZ                           | 21             | 23             | 44             |
| 4              | Tessa Snoek          | Nederland      | VGR Sport / Vreugdenhil Dairy Foods | 14             | 21             | 35             |
| 5              | Beau Wagemaker       | Nederland      | PMG Bakker                          | 12             | 20             | 32             |
| 6              | Janne Berkhout       | Nederland      | Van Ramshorst Renault               | 16             | 13             | 29             |
| 7              | Pien van den Bos     | Nederland      | Wokke Vastgoed                      | 9              | 17             | 26             |
| 8              | Elsemieke van Maaren | Nederland      | BDM / BTZ                           | 17             | 8              | 25             |
| 9              | Yvonne Nauta         | Nederland      | A6.nl-KMC                           | 5              | 19             | 24             |
| 10             | Evi Gelling          | Nederland      | Turner                              |                | 22             | 22             |

Marathon Cup 1 · 
Marathon Cup 2 · 
Marathon Cup 3 ·
Marathon Cup 4 · 
Marathon Cup 5 · 
Marathon Cup 6 · 
Marathon Cup 7 · 
Marathon Cup 8 · 
Staatsloterij Schaatsmarathon · 
Marathon Cup 9 · 
NK kunstijs · 
Marathon Cup 10 · 
Eerste schaatsmarathon op natuurijs · 
Tweede schaatsmarathon op natuurijs · 
Marathon Cup 11 · 
Marathon Cup 12 · 
Grand Prix 1 · 
Open NK natuurijs · 
Grand Prix 2 · 
Grand Prix 3 ·
Marathon Cup 13 ·
Marathon Cup 14 · 
Grand Prix 4 · 
Grand Prix 5 · 
Grand Prix 6 ·  
Marathon Cup 15
Klassementen: KNSB Cup ·
Jongeren · 
Ploegen ·
Grand Prix ·
Club-assistent Brabantcup ·
Natuurijs vierdaagse
Lijst van schaatsmarathonrijders 2023/2024